# Simulació de circuits electrònics
La simulació de circuits electrònics utilitza models matemàtics per replicar el comportament d'un dispositiu o circuit electrònic real. El programari de simulació permet modelar el funcionament del circuit i és una eina d'anàlisi inestimable. A causa de la seva capacitat de modelatge molt precisa, molts col·legis i universitats utilitzen aquest tipus de programari per a l'ensenyament de programes de tècnics electrònics i d'enginyeria electrònica. El programari de simulació electrònica implica els seus usuaris integrant-los a l'experiència d'aprenentatge. Aquest tipus d'interaccions impliquen activament els aprenents per analitzar, sintetitzar, organitzar i avaluar el contingut i donar lloc a que els aprenents construeixin el seu propi coneixement.
Simular el comportament d'un circuit abans de construir-lo realment pot millorar enormement l'eficiència del disseny fent que els dissenys defectuosos es coneguin com a tals i proporcionant informació sobre el comportament dels dissenys de circuits electrònics. En particular, per als circuits integrats, les eines (fotomàscares) són cars, les plaques de prova no són pràctiques i la investigació del comportament dels senyals interns és extremadament difícil. Per tant, gairebé tot el disseny d'IC es basa en gran manera en la simulació. El simulador analògic més conegut és SPICE. Probablement els simuladors digitals més coneguts són els basats en Verilog i VHDL.
Alguns simuladors d'electrònica integren un editor d'esquemes, un motor de simulació i una visualització de forma d'ona en pantalla (vegeu la figura 1), permetent als dissenyadors modificar ràpidament un circuit simulat i veure quin efecte tenen els canvis en la sortida. També solen incloure biblioteques de models i dispositius extenses. Aquests models solen incloure models de transistors específics d'IC com BSIM, components genèrics com resistències, condensadors, inductors i transformadors, models definits per l'usuari (com fonts de tensió i corrent controlades, o models en Verilog-A o VHDL-AMS). El disseny de la placa de circuit imprès (PCB) també requereix models específics, com ara línies de transmissió per a les traces i models IBIS per conduir i rebre electrònica.
Tot i que hi ha simuladors de circuits electrònics estrictament analògics, els simuladors populars sovint inclouen capacitats de simulació digital analògica i dirigida per esdeveniments, i es coneixen com a simuladors de mode mixt. Això vol dir que qualsevol simulació pot contenir components analògics, basats en esdeveniments (dades digitals o mostrejades) o una combinació d'ambdós. Es pot conduir una anàlisi sencera de senyal mixta des d'un esquema integrat. Tots els models digitals dels simuladors de mode mixt proporcionen una especificació precisa del temps de propagació i dels retards del temps de pujada/descens.